# Rifat al-Àssad

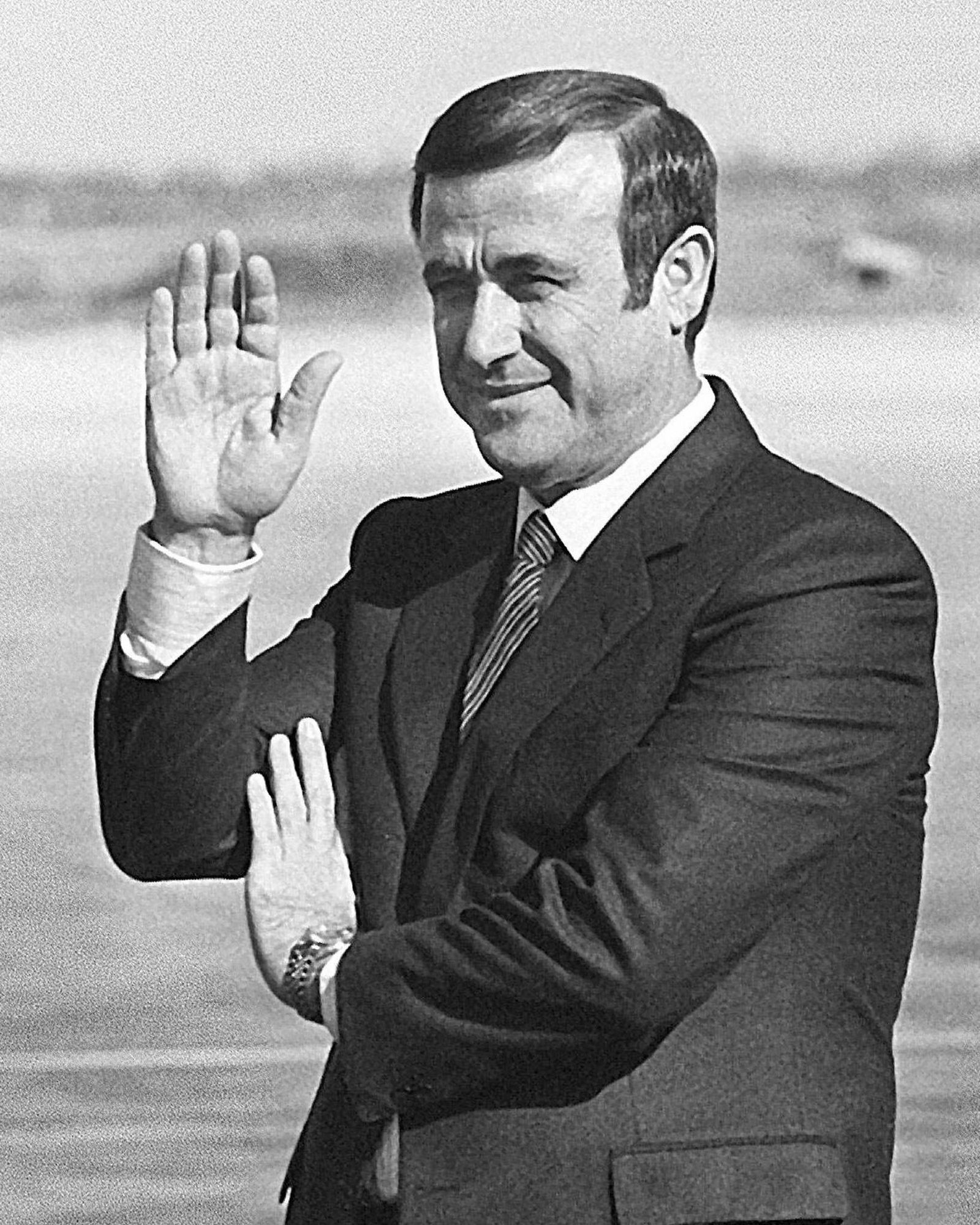
Rifat al-Àssad

Rifat o Rifaat al-Àssad (àrab: رفعت علي الأسد, Rifʿat ʿAlī al-Asad) (Qardaha, 22 d'agost de 1937) és un estadista sirià. Germà petit de l'antic president de Síria, Hafez al-Àssad, és doncs l'oncle de l'actual president Bashar el-Àssad; tots provenen de la minoria alauita.

## Biografia

### Infantesa
El petit de deu fills d'una família alauita, Rifat al-Àssad nasqué l'any 1937 al nord-oest de Síria a Qardaha, a la província de Latakia. Sent molt jove es va iniciar al debat polític a l'escola gràcies a un professor, Michel Aflak, fundador del partit Baas. En els primers anys de l'educació secundària, el jove Rifat no se sentia pas d'acord amb l'orientació política d'aquest partit però tot prosseguint la seva escolarització i amb la confiança que dona la joventut, decidí integrar-se al partit el 1951 a l'edat de catorze anys amb la idea de reformar-lo des de l'interior.
Un any més tard, esdevingué cap de l'organització de la joventut del partit a Damasc. Arriba a elevar-se al rang de membre del Comitè Central. Rifaat va continuar la seva carrera quan va entrar a la Universitat de Damasc. És allà que Rifaat va començar a reunir les seves pròpies idees sota una forma més coherent. Fou el membre més jove mai elegit al comitè executiu del partit Baas.
El partit Baas estava fundat sobre tres principis (Unitat, Llibertat i Socialisme), però Rifaat va estimar que els fonaments d'aquest partit polític haurien de ser Justícia, Pau i Llibertat.

### Ascens
Fou empresonat diverses vegades i fins i tot torturat a causa de la seva militància en el que era considerat com un dels grups radicals. Després d'haver acabat l'escola, Rifaat Al Àssad va entrar a l'acadèmia militar de Homs en qualitat d'oficial. Posteriorment va estar implicat en diferents moviments d'oposició.
El 23 de febrer de 1966, prengué part al cop d'Estat contra el govern militar baasista dirigit per Amin al-Hafiz. Les seves activitats van culminar en el «moviment de correcció» de 1969 i 1970, on va col·laborar amb el seu germà Hafez per deposar el govern baasista autocràtic i militar dirigit per Nureddine al-Atassi. Fou a continuació nomenat President de l'Alt Tribunal constitucional del Partit Baas: un grup de sis persones nomenades al nivell internacional per vetllar pel partit Baas a Iraq i a Síria.

### Hafez i Rifaat al-Àssad
Sota la nova administració de Hafez al-Àssad, Rifaat fou el cap de la seguretat i el comandant de les brigades de defensa «Saraya Al-Difaa». Les seves nombroses activitats polítiques, el desenvolupament de projectes de construcció i d'empreses comercials van fer d'ell un dels membres els més influents del govern. Consagrà molt temps el suport dels joves de Síria i va insuflar l'esperit patriòtic entre ells. Publicà, per servir aquest propòsit, una revista titulada «Al Fursan» (Els Cavallers), i creà fòrums pels diplomats universitaris i pels professionals.
Mentre que Hafez consolidava la seva posició com a president, Rifaat no estava còmode amb l'orientació política de Síria. Insistia perquè el seu germà suspengués el seu programa socialista i adoptés polítiques fundades sobre els principis de justícia, de llibertat i de democràcia, i li va aconsellar de modificar la constitució. Síria s'apropava més en més a la URSS políticament i econòmicament. Els que se sentien compromesos en aquesta orientació antioccidental es van veure enterbolits per la nota discordant de Rifaat al-Àssad que van anomenar «La veu d'Amèrica».
De tota evidència, els dos germans no sempre miraven en la mateixa direcció. Des de l'inici tenien desacords sobre la seva visió política.

### Afer Hama
Al començament dels anys 1970, els Germans Musulmans protagonitzaren atacs a través del país per protestar contra aquest Estat laic i intentaren assassinar el president Hafez en el moment de la visita d'una delegació africana a Damasc. Prengueren possessió de la ciutat d'Hama com a bastió el 1982. El govern decidí doncs d'emprendre una acció militar on totes les forces sirianes foren mobilitzades. Rifaat Al Àssad, cap de les Saraya Al Difaa, no fou una excepció.
Així, Rifaat Al Àssad fou associat a l'incident. S'oposava fortament als Germans musulmans, però el seu paper, tot i la seva plaça ministerial i militar, va ser mínim. No va anar mai a Hama. La funció dels Saraya Al Difaa fou la protecció de Damasc i va abandonar pas la capital. Sols alguns soldats havien estat encarregats de la protecció d'homes polítics a Hama. A més, Rifaat Al Àssad havia ordenat a tots els guàrdies de Hama (aproximadament dos cents) de reunir les famílies a l'estadi de la ciutat amb la finalitat de protegir-les.
Les forces terrestres prengueren molt ràpidament el control de Hama i molt militars van morir. Les estimacions s'han exagerat però segurament hi va haver al tomb de dos mil morts incloent set cents combatents (dels quals dos terços eren Germans musulmans), cinc-cents civils, i combatents estrangers que combatien amb els Germans musulmans, segons els documents de la DIA.

### Exili
En 1983, les seves relacions fraternals es van degradar més quan Rifaat al-Àssad va refusar que el fill d'Hafez, Bassel al-Àssad, prengués el poder. Rifaat fou a continuació apartat de l'exèrcit i designat cap de l'administració de l'ensenyament superior.
Quan el President Hafez es va posar malalt l'any 1984, Rifaat contribuí a la seguretat del poble sirià i a l'ordre al país que, sense cap persona al seu front, arriscava de caure en una guerra civil. Alguns l'acusen d'haver temptat de prendre el poder. El president es va recuperar i va decidir que el seu germà havia d'abandonar el país per les seves opinions polítiques divergents, el que es produí el 1984.
S'establí a França a invitació del president François Mitterrand, que el va condecorar amb la Légion d'honor l'any 1986, amb grau de gran oficial per "services rendus à la nation". Encara que va tornar a Síria pels funerals de la seva mare l'any 1992, Rifaat roman condemnat a l'exili i marxa el 1998 a França i a Espanya, desposseït del seu títol de vicepresident. No obstant això, la repressió de 1999, que implicà afrontaments armats a Latakia, va destruir una gran part de la seva xarxa a Síria; diversos dels seus partidaris foren arrestats i empresonats. Aquestes mesures es lligaven a la successió de Hafez; Rifaat començava a reposicionar-se mentre que el seu germà buscava eliminar tota competència potencial cap al seu successor designat, el seu fill Bashar al-Àssad.
A França, Rifaat va protestar sorollosament contra la successió de Bashar al-Àssad com a president. Va emetre la idea de tornar a Síria amb la finalitat d'assumir "les seves responsabilitats i complir la voluntat del poble", fent la promesa de governar amb bondat i democràticament, amb "el poder del poble i de l'exèrcit" darrere seu.
Siwar al Àssad, el fill de Rifaat, és al front d'una cadena de televisió, Arab News Network (ANN), cadena d'oposició al règim que funciona com un portaveu polític pel seu pare. Rifaat mateix dirigeix el partit UNDA «United Nacional Democratic Alliance» (al-Tajammoo al-quawmi`al-democrati al-muwahhad), un partit polític amb activitat poc sostinguda, fins i tot es produeixen regularment comunicats en favor del retorn de Rifaat a Síria i dels crítics contra el president Bashar al-Àssad. En els anys 1970, Rifaat havia fundat el Partit Democràtic Àrab al Líban, un grup polític que, durant la guerra civil libanesa va actuar com una milícia fidel al règim sirià.
El 28 de juny de 2016 fou investigat a França per desviament de fons.

### Interessos actuals
Yossef Bodansky, director de la task força americana al Congrés sobre el terrorisme i la guerra no convencional, ha declarat que Rifaat es beneficiava del suport dels Estats Units i de l'Aràbia Saudita; la seva visita oficial a aquest últim país l'any 2007 va quedar en gran part mediatitzada. Del seu costat, el règim del president Àssad es malfia de les seves intencions i vigila atentament les seves activitats.
Rifaat ha estat mencionat per Stratfor (societat americana d'anàlisi geopolític) com un sospitós en l'atemptat a la bomba que va matar l'any 2005 l'ex-Primer ministre libanès Rafik Hariri, així com en la sèrie d'atemptats que van afectar Beirut després de la retirada siriana. L'objectiu era desestabilitzar el règim sirià. No hi ha cap esment de Rifaat en l'informe de les Nacions Unides sobre l'assassinat de Rafik Hariri.